# Хрватско-угарска нагодба
Хрватско-угарска нагодба је назив за државноправни акт из 1868. године којим је Хрватска ушла у државну заједницу са Угарском и којим су регулисани односи између две државе у дуалистичкој Хабзбуршкој монархији. Нагодба је важила све до слома Аустроугарске у Првом светском рату (1918).

## Одредбе
Одредбама Хрватско-угарске нагодбе, послови Хрватске делили су се на: аутономне, заједничке хрватско-угарске и заједничке послове са осталим земљама Хабзбуршке монархије. Прве су обављали аутономни органи Хрватске (Сабор, бан, земаљска влада, подручни и месни органи Хрватске), друге (у првом реду финансијско-економске) обављали су заједнички органи: Средишњи сабор са два дома. У заједничке послове Хрватске са осталим земљама Хабзбуршке монархије спадао је одређивање трошкова за двор, војни послови и послови који су се по Аустро-угарској нагодби налазили у надлежности Аустроугарске. Обављали су их заједнички аустроугарски органи (тзв. аустроугарске делегације и аустроугарска влада од три члана: министри војске, спољних послова и финансија). У састав угарске делегације од 60 чланова улазила су само 4 хрватска заступника.
Нагодба је формално признавала државну самосталност Хрватске, али ју је истовремено стављала у зависан положај од Угарске. О тадашњој Хрватској не може се говорити као о сувереној држави. Све одлике државности имала је само Аустроугарска. Хрватска је до распада монархије сачувала три основна елемента државности: засебну државну територију, државно становништво и посебну организацију власти. Након Хрватско-угарске нагодбе, Хрватска и Угарска биле су у односима дуализма.
Под непрекидним притиском опозиције, неколико пута долазило је до ревизије нагодбе, али је она до краја остала елемент угарске хегемоније над Хрватском. Укинута је одлуком Хрватског сабора о отцепљењу Краљевине Хрватске, Славоније и Далмације од Аустроугарске од 29. октобра 1918. године. 